# Stanislav Štrunc
Stanislav Štrunc (30. října 1942, Plzeň–Skvrňany – 8. listopadu 2001, Plzeň) byl český fotbalista a československý reprezentant.
Patří k legendám plzeňské kopané, a proto také dorostenecký turnaj v Plzni nese jeho jméno: Memoriál Stanislava Štrunce. Manželka Věra, roz. Linhartová, (* 1. března 1946 v Plzni), volejbalistka, juniorská reprezentantka ČSSR se ziskem dvou medailí na MEJ, v letech 1966 – 1969 členka ženské reprezentace ČSSR s účastí na ME 1967 (bronzová medaile) a OH 1968 (6. místo). Syn Stanislav (roč. 1969), ligový tenista RH Praha, dnes tenisový trenér v Norimberku, dcera Michaela (roč. 1979).

## Fotbalová kariéra
Fotbal začal hrát ve 13 letech v žácích Spartaku Plzeň a překvapivě v brance, díky své rychlosti a dravosti se však následně začal uplatňovat na postu útočníka.
Celý život se vracel do plzeňské Škodovky (dnes Viktorie), působil v ní v letech 1955–1957, 1959–1965 a nakonec ještě 1972–1977. V letech 1965–1972 hrál za Duklu Praha. Kariéru zakončil v nižších soutěžích, hrál za Lachemu Kaznějov (1977–1979), zde již jako hrající trenér, a za Potraviny Plzeň (1979).
V československé lize nastoupil k 329 utkáním a vstřelil 100 branek (65 za Duklu, 35 za Škodu Plzeň). 99. gól vstřelil v březnu 1976 v utkání s VSS Košice, na jubilejní stý gól čekal déle než rok. Mnoho příležitostí už nedostával, na čas dokonce zmizel z prvoligového výběru. Ale nakonec se vrátil a 28. května 1977 v utkání proti Interu Bratislava se dočkal vstupu do Klubu ligových kanonýrů. Tímto zápasem zároveň ukončil působení ve vrcholové kopané.

## Herní charakteristika
Vyznačoval se dostatkem fyzické kondice, na svou dlouhou postavu neuvěřitelnou rychlostí, nikdy neměl problémy s technikou, byl velmi dobrý střelec.

## Reprezentační kariéra
Za československou reprezentaci odehrál 3 zápasy bez střeleckého úspěchu – debutoval v červnu 1966 proti Brazílii na slavném stadionu Maracaná před bezmála 90 tisíci diváky a po čtyřleté pauze, v roce 1970, se objevil ještě ve 2 domácích zápasech proti Finsku a Polsku. V „béčku“ národního mužstva hrál také třikrát a dal za něj tři góly, šestkrát hrál v olympijském celku, v juniorském národním mužstvu nastoupil šestkrát a dal dvě branky.
Byl členem olympijského výběru ČSSR na olympijských hrách roku 1968 v Mexiku.

## Úspěchy
Největších úspěchů dosáhl v dresu Dukly Praha, s níž získal jeden mistrovský titul (1966) a dvakrát Československý pohár (1966, 1969). Člen Klubu ligových kanonýrů.

## Ligová bilance
| Ročník                                   | Zápasy | Góly | Minuty | Klub             |
| ---------------------------------------- | ------ | ---- | ------ | ---------------- |
| 1. československá fotbalová liga 1961/62 | 20     | 5    | –      | Spartak LZ Plzeň |
| 1. československá fotbalová liga 1962/63 | 24     | 7    | 2 089  | Spartak LZ Plzeň |
| 2. československá fotbalová liga 1963/64 | –      | –    | –      | Spartak LZ Plzeň |
| 2. československá fotbalová liga 1964/65 | –      | –    | –      | Spartak LZ Plzeň |
| 1. československá fotbalová liga 1965/66 | 15     | 7    | 1 350  | Dukla Praha      |
| 1. československá fotbalová liga 1966/67 | 23     | 15   | 2 007  | Dukla Praha      |
| 1. československá fotbalová liga 1967/68 | 24     | 7    | 2 063  | Dukla Praha      |
| 1. československá fotbalová liga 1968/69 | 23     | 17   | 1 985  | Dukla Praha      |
| 1. československá fotbalová liga 1969/70 | 26     | 5    | 2 306  | Dukla Praha      |
| 1. československá fotbalová liga 1970/71 | 26     | 8    | 2 115  | Dukla Praha      |
| 1. československá fotbalová liga 1971/72 | 27     | 6    | 2 312  | Dukla Praha      |
| 1. československá fotbalová liga 1972/73 | 25     | 2    | 2 189  | Škoda Plzeň      |
| 1. československá fotbalová liga 1973/74 | 27     | 5    | 1 882  | Škoda Plzeň      |
| 1. československá fotbalová liga 1974/75 | 29     | 8    | 2 170  | Škoda Plzeň      |
| 1. československá fotbalová liga 1975/76 | 27     | 7    | 2 335  | Škoda Plzeň      |
| 1. československá fotbalová liga 1976/77 | 13     | 1    | 881    | Škoda Plzeň      |
| CELKEM 1. liga                           | 329    | 100  | –      |                  |